# 克什克山
9°46′28″S 77°14′51″W / 9.77444°S 77.24750°W
克什克山（Queshque），是秘魯的山峰，位於該國北部安卡什大區，由查文德萬塔爾區和卡塔克區負責管轄，屬於布蘭卡山脈的一部分，海拔高度5,630米。